# カンザスシティ・モナークス
カンザスシティ・モナークス (Kansas City Monarchs) は、北米独立リーグのアメリカン・アソシエーション（南地区）に所属するプロ野球チーム。本拠地はアメリカ合衆国のカンザス州カンザスシティ。

## 歴史
1993年にダルース・スペリオル・デュークス (Duluth-Superior Dukes) として創設され、同年から独立リーグのノーザンリーグに加盟した。
2003年から本拠地が変更され、チーム名もカンザスシティ・ティーボーンズとなった。2008年にリーグ優勝を果たした。
ノーザンリーグの解散に伴い、2011年からアメリカン・アソシエーションへ加盟。
2021年1月21日、カンザスシティにあるニグロリーグ野球博物館とのパートナーシップと、1920年のニグロリーグ創設時のチームの1つであり、サチェル・ペイジやジャッキー・ロビンソンも在籍経験があるかつての名門チームであるカンザスシティ・モナークスへのチーム名の変更を発表した。

## 過去に所属していた主な選手
- ジェラルド・クラーク（元：ヤクルト、1996年）
- アイラ・ボーダーズ（1997年 - 1999年）※女性選手
- オジー・カンセコ（元：近鉄、1998年）
- トニー・ミッチェル（元：福岡ダイエー、2000年）
- 藤本博史（元：オリックス、2004年）
- デビッド・セギー（2005年）
- リック・デハート（元：広島、2007年 - 2008年）
- ルイス・テレーロ（元：楽天、2009年）
- フランシス・ベルトラン（元：BC群馬、2010年）
- クリス・ジョンソン（元：広島、2011年）
- アダム・ウォーカー（巨人、2018年）
- キーバス・サンプソン（2021年）
- ザック・ワイス（2021年）
- パウロ・オルランド（2021年）
- マット・アダムス（2022年）
- オデュベル・ヘレーラ（2023年 - ）
- ブライアン・オグレディ（元∶西武、2023年 - ）